# ترابيست-1c
ترابيست-1 سي (بالإنجليزية: TRAPPIST-1c)‏ هو كوكب خارج المجموعة الشمسية، في كوكبة الدلو، يدور حول النجم القزم فائق البرودة ترابيست-1، تبلغ فترته المدارية 2.42185 يوم.

## الاكتشاف
أكتشف في 2 مايو 2016، وكانت طريقة الاكتشاف عبور فلكي.

## النظام الكوكبي
| رفيق (بترتيب النجوم) | كتلة         | نصف محور (AU)         | الفترة المدارية (يوم) | انحراف | ميلان         | نق                |
| -------------------- | ------------ | --------------------- | --------------------- | ------ | ------------- | ----------------- |
| ترابيست-1 سي         | 1.38±0.61 م⊕ | 0.01522 (2.28 mln km) | 2.4218233 ± 0.0000017 | <0.083 | 89.67 ± 0.17° | 1.056 ± 0.035 أر⊕ |